# Emilio Nessi
Emilio Nessi (* 5. November 1949 in Bergamo; † 26. März 2009 in Mailand) war ein italienischer Journalist, Schriftsteller und Tierschützer.

## Leben
Nessi war vor allem für seine Fernseh- und Zeitungsberichte über Tiere bekannt, wobei sein Engagement insbesondere vom Aussterben bedrohten Tierarten galt. So setzte er sich zum Beispiel für den Weißwal ein, dem er das Buch «Palla di neve, fuga per la libertà» widmete. Darüber hinaus berichtete er auch öfter über Missstände in der Tierhaltung.
Nessi arbeitete für verschiedene Medien, unter anderem viele Jahre für das italienische Staatsfernsehen Rai, bei dem er u. a. mit «Io amo gli animali» auf Rai Due auch eine eigene Sendung moderierte, sowie für den Corriere della Sera.

## Veröffentlichungen
- Palla di neve, fuga per la libertà. Liber Internazionale, 1993.
- Theo. Il dono degli dei. Paco Editore, 2000, ISBN 978-88-87853-00-1.
- Palla di Neve. Per il 2º ciclo. Il Capitello, 2001.
- L' arca di Nessi, Panorama, 2004.

| Personendaten    | Personendaten                                    |
| ---------------- | ------------------------------------------------ |
| NAME             | Nessi, Emilio                                    |
| KURZBESCHREIBUNG | italienischer Journalist, Autor und Tierschützer |
| GEBURTSDATUM     | 5. November 1949                                 |
| GEBURTSORT       | Bergamo                                          |
| STERBEDATUM      | 26. März 2009                                    |
| STERBEORT        | Mailand                                          |